# Kulungan
Kulungan är ett berg i Indonesien.   Det ligger i provinsen Aceh, i den västra delen av landet, 1 500 km nordväst om huvudstaden Jakarta. Toppen på Kulungan är 199 meter över havet, eller 146 meter över den omgivande terrängen. Bredden vid basen är 5,9 km. Kulungan ligger på ön Pulau Simeulue.
Terrängen runt Kulungan är huvudsakligen platt, men norrut är den kuperad. Havet är nära Kulungan åt sydväst. Runt Kulungan är det ganska glesbefolkat, med 38 invånare per kvadratkilometer. Närmaste större samhälle är Sinabang, 11,7 km norr om Kulungan. 